# 碲化銫
碲化銫是一種无机化合物，化學式為Cs2Te。

## 制备
碲化銫可由銫和碲之间的反應制得，通常進行反應用液氨作為溶劑。

## 用途
碲化銫可用作太空中紫外線探測器。